# حاجی‌آباد (میغان)
حاجی آباد روستایی در دهستان میغان بخش مرکزی شهرستان نهبندان استان خراسان جنوبی ایران است. بر پایه سرشماری عمومی نفوس و مسکن در سال ۱۳۹۰ جمعیت این روستا ۶۳ نفر (در ۲۱ خانوار) بوده‌است.